# Blind Dating
Blind Dating ist eine US-amerikanische Filmkomödie des Regisseurs James Keach aus dem Jahr 2006 mit Chris Pine in der Hauptrolle.

## Handlung
Der blinde Danny Valddesechi meldet sich freiwillig für ein riskantes Experiment, das sein Sehvermögen wiederherstellen kann. Dabei wird ihm ein Mikrochip in den visuellen Kortex seines Gehirns eingepflanzt, der mit einer Kamera verbunden ist, sodass er bestenfalls unscharfe Schwarzweißbilder sehen kann. Während der Tests trifft er eine schöne indische Krankenschwester, Leeza.
Da Danny mit 22 Jahren immer noch Jungfrau ist, beschafft ihm sein Bruder Larry, der einen Limousinenservice betreibt, eine Reihe von unglaublich katastrophalen Blind Dates. Als Danny endlich merkt, dass er sich in Leeza verliebt hat, sagt sie ihm, dass sie ihn nicht mehr sehen kann, weil ihr eine arrangierte Ehe versprochen wurde. Danny glaubt, dass Leeza ihre Beziehung nicht weiterverfolgt hat, weil er blind ist. Er wird depressiv und hört auf, die notwendigen Tests für seine Gehirnoperation durchzuführen.
Dannys Familie, seine exzentrische Psychotherapeutin Dr. Evans und Augenarzt Dr. Perkins raten ihm, fortzufahren, da dies seine einzige Chance ist, wieder sehen zu können. Seine Operation verläuft erfolgreich. So sieht er zum ersten Mal die Gesichter seiner Familie, aber nicht die von Leeza, die nicht gekommen ist und sich widerstrebend auf ihre Verlobungsfeier vorbereitet. Bald erweist sich das Experiment aber als Fehlschlag, da sich die zerbrechliche Prothese in seinem Gehirn bewegt und damit sein ohnehin schon schwaches Sehvermögen trübt, wodurch Danny wieder blind wird.
Als er merkt, dass er Leeza wirklich liebt, stürmt er in die Verlobungsfeier, gesteht er ihr seine Liebe. Nachdem sich Danny und Leeza küssen, wird die geplante Hochzeit abgesagt. Danny und Leeza fangen von vorne an und lernen mehr über die Familie und die Kultur des anderen.

## Synchronisation
Die deutschsprachige Synchronisation entstand 2010 im Auftrag der Infomedia GmbH Multi Media Services in Dortmund.
| Rolle             | Darsteller         | Synchronsprecher         |
| ----------------- | ------------------ | ------------------------ |
| Danny Valddesechi | Chris Pine         | Dieter Maise             |
| Larry Valddesechi | Eddie Kaye Thomas  | Niklas Berg              |
| Leeza Raja        | Anjali Jay         | Kirstin Hesse            |
| Dr. Perkins       | Stephen Tobolowsky | Peter Harting            |
| Dr. Evans         | Jane Seymour       | Jutta Seifert            |
| Jay               | Pooch Hall         | Dominik Freiberger       |
| Mr. Raja          | Iqbal Theba        | Claus-Dieter Clausnitzer |